# 전개제
전개제는 얇은 층 크로마토그래피(TLC) 에서의 이동상을 말한다. 이 때 전개제는 뷰탄올, 아세트산, 암모니아 등 물보다 극성이 작은 화합물의 혼합 용액을 주로 사용한다.
실험 시에 전개제의 증발을 막아야 하는데 이는 특정용액이 기화가 활발히 일어날 경우 전개제의 혼합조성비가 바뀌면 시료들의 전개 속도가 일정하게 되지 않으며, 전개액이 위로 올라가는 힘을 받아 당초 예상보다 더 높이 올라갈 가능성도 있기 때문이다.(결과적으로 Rf값이 변화됨)